# Trelde Næs
Trelde Næs är en halvö i Danmark.   Den ligger i Fredericia kommun i Region Syddanmark, i den centrala delen av landet, 170 km väster om Köpenhamn. Norr om Trelde Næs ligger Vejlefjorden och söder om näset ligger Lilla Bält. 